# 米利沃耶·诺瓦科维奇
米利沃耶·诺瓦科维奇 （Milivoje Novakovič ，1979年5月18日—）是一位斯洛文尼亞職業足球員。在場上司職前鋒。他曾效力於德甲球隊科隆，也是科隆隊前隊長。現時效力於日本甲組職業足球聯賽球隊名古屋鯨魚。